# Saison 2019-2020 du Biarritz olympique Pays basque
Cette page présente la saison 2019-2020 du Biarritz olympique Pays basque en Pro D2 qui est la cent quatrième saison de l'histoire du club, la sixième consécutive en Pro D2.
La saison est interrompue au mois de mars 2020 par la pandémie de Covid-19. À cette date, le Biarritz olympique est sixième au classement.
L'équipe évolue sous les directives de Nicolas Nadau et Shaun Sowerby.

## Avant-saison

### Objectifs du club
L'objectif annoncé est de réaliser un meilleur classement que la saison précédente (7e).

### Transferts
Les dirigeants annoncent un turnover important de l’effectif. Cinq joueurs s’engagent dans des clubs de première division : le capitaine Maxime Lucu, Théo Dachary et Nephi Leatigaga signent respectivement à l'Union Bordeaux Bègles, Toulon et Leicester, tandis que Lucas de Coninck et Clément Martinez rejoignent Montpellier et Agen après leurs prêts. Plusieurs joueurs en fin de contrat ne sont pas reconduits, notamment Thibault Dubarry, Bertrand Guiry, Charles Gimenez, Ronan Chambord, Sione Anga'aelangi et Johann Lourdelet.
Pour compenser cette vague de départs, le club recrute des joueurs qui évoluent au plus haut niveau :
- Romain Ruffenach et Yvan Watremez, qui retrouvent leur club formateur pour quatre saisons, en provenance de Montpellier[7] ;
- James Hart et Dave O'Callaghan en provenance du Munster[8] ;
- Lucas Lebraud[9], Leroy Houston[10] et Romain Lonca[11] de l'Union Bordeaux Bègles ;
- Steeve Barry, international de rugby à VII, du Stade rochelais[12] ;
- Victor Delmas en provenance de Bath[13] ;
- les Néo-Zélandais Gavin Stark[14] et Nick Smith[15], qui évoluent en Mitre 10 Cup et ont été repérés à l'occasion d'un tournoi de rugby à 10 à Hong Kong.

En cours de saison, le club enregistre plusieurs mouvements :
- Willie Du Plessis, sans club après la fin de son contrat à l'Aviron bayonnais, s'engage en août 2019[16].
- Après avoir annoncé vouloir mettre "sa carrière entre parenthèses"[17], Filipe Manu s'engage finalement au Stade montois en octobre 2019[18]. Le journal Sud Ouest indique qu'un conflit avec Shaun Sowerby aurait été à l'origine de son départ[19], version démentie par Jean-Baptiste Aldigé[20]. Son départ est compensé par l'arrivée de l'international anglais Steffon Armitage, libéré de son contrat par San Diego après une condamnation judiciaire[21].
- Victor Delmas rejoint l'US Colomiers en novembre 2019, sans avoir joué la moindre minute en compétition officielle. Un conflit avec son entraîneur Shaun Sowerby est indiqué par la presse comme source de son départ précoce[22].
- Deux jokers médicaux sont recrutés : le deuxième ligne de Newcastle Evan Olmstead, qui participe alors à la Coupe du monde avec le Canada, s'engage en octobre 2019 pour compenser la blessure d'Edwin Hewitt[23] et le centre de l'Aviron bayonnais Callum Wilson en novembre 2019 pour pallier la longue absence de Romain Lonca[24].

#### Arrivées
- Romain Ruffenach, talonneur (Montpellier RC)
- Billy Scannell, talonneur (Young Munster)
- Victor Delmas, pilier (Bath Rugby)
- Yvan Watremez, pilier (Montpellier RC)
- Dries De Keyser, deuxième ligne (Gent Rugby)
- Steven David, troisième ligne (RC Massy)
- Leroy Houston, troisième ligne (Union Bordeaux Bègles)
- Dave O’Callaghan, troisième ligne (Munster Rugby)
- Kerman Aurrekoetxea, demi de mêlée (El Salvador rugby)
- Barnabé Couilloud, demi de mêlée (Lyon OU)
- James Hart, demi de mêlée (Munster Rugby)
- Simon Gely, demi d'ouverture (Stade toulousain)
- Nick Smith, demi d'ouverture (North Harbour)
- Auguste Cadot, centre (CS beaunois)
- Lucas Lebraud, centre (Union Bordeaux Bègles)
- Romain Lonca, centre (Union Bordeaux Bègles)
- Steeve Barry, ailier (Stade rochelais)
- Gavin Stark, ailier (Otago)

#### Départs
- Hendre Eloff, pilier
- Nephi Leatigaga, pilier (Leicester Tigers)
- Johann Lourdelet, pilier (Anglet olympique)
- Sione Anga’aelangi, talonneur (Stade français)
- Ronan Chambord, talonneur (Stade langonnais)
- Clément Martinez, talonneur (SU Agen)
- Josaia Cama, deuxième ligne (CA Périgueux)
- Sikeli Nabou, deuxième ligne (Counties Manukau)
- Lucas De Coninck, troisième ligne (Montpellier RC)
- Thibault Dubarry, troisième ligne (Anglet olympique)
- Bertrand Guiry, troisième ligne (Provence Rugby)
- Joseph Penitito, troisième ligne (RC Massy)
- Xan Etcheverry, demi de mêlée (AS Lavaur)
- Maxime Lucu, demi de mêlée (Union Bordeaux Bègles)
- Tyrone Elkington-MacDonald, demi d'ouverture
- Luke Burton, centre (Legion San Diego)
- Théo Dachary, centre (RC Toulon)
- Charles Gimenez, centre
- Joe Vakacegu, centre (Stade montois)
- Yann Chibalie, arrière
- Uwa Tawalo, arrière (AS Béziers)
- Kyran Bungaroo, arrière (Leicester Tigers)
- Antoine Viudes, arrière (Anglet olympique)

### Préparation de la saison
Le club organise un stage en juillet à Saint-Lary, puis dispute deux rencontres amicales contre Soyaux-Angoulême le 3 août (victoire 19 à 6) et l'Union Bordeaux Bègles (défaite 54 à 19) le 10 août à Aguiléra.
En raison du G7, le stade Aguiléra est réquisitionné par les forces de police et les entraînements sont délocalisés à Saint-Jean-de-Luz.

## Championnat

### Phase aller
Le calendrier du championnat est dévoilé le 10 juillet 2019.
Pour l’ouverture du championnat, le BO se déplace à Aurillac avec quatre recrues titulaires (O’Callaghan, Houston, Smith et Barry). Auteurs d’une première période catastrophique (quatre essais encaissés et un carton jaune), les Biarrots ne parviennent pas à refaire leur retard malgré deux essais de Doubrère et Nicoué en début de deuxième mi-temps et ne ramènent qu’un bonus défensif.
Vannes se présente la semaine suivante à Aguiléra pour la première rencontre à domicile de la saison. De nouveau les Biarrots font une mauvaise entame, mais parviennent à renverser les Bretons en fin de match grâce à deux essais de Ruffenach et Nicoué dans le dernier quart d'heure pour l'emporter d'un point (18-17). Willie Du Plessis passe la transformation décisive pour son premier match sous ses nouvelles couleurs.
Un scénario similaire a lieu à Nevers : menés 17-3 à la pause, les rouges et blancs se révoltent à nouveau en seconde période grâce notamment à un doublé de Gavin Stark. Revenus à quatre points à dix minutes du terme, ils encaissent une ultime pénalité et ne parviennent pas à conserver le bonus défensif. En plus de la défaite, ils perdent leur capitaine Edwin Hewitt sur blessure.
Pour la réception du leader Oyonnax, le BO parvient à rentrer plus tôt dans le match, puis s’empare du bonus offensif grâce à trois essais en seconde période (30 à 12). À nouveau, les Biarrots ne parviennent cependant pas à enchaîner à l'extérieur avec une défaite sans bonus à Angoulême (15-24).
Contre le Stade montois, les rouges et blancs parviennent à empocher un deuxième bonus offensif consécutif à domicile grâce à un troisième essai inscrit par Peyresblanques à huit minutes du terme (23 à 12). Sur la pelouse du promu Valence Romans, ils remportent leur première victoire hors de leurs bases, bonus offensif à la clé (35 à 26, avec notamment deux doublés de Barry et Usarraga). Contre Béziers, ils confirment leur bonne forme avec une troisième victoire consécutive (30 à 20) malgré une entame difficile (3-20 après 34 minutes de jeu).
La bonne série s'arrête à Carcassonne, où le BO n'est jamais parvenu à s'imposer depuis sa descente en Pro D2, battu notamment par la botte de Gilles Bosch (16-32). À Montauban la semaine suivante, Du Plessis rate la pénalité de la victoire, permettant aux locaux de l'emporter d'un point (défaite 14-15).
Les deux réceptions contre Rouen puis Aix sont perturbées par des conditions météorologiques difficiles, et le BO s'impose de manière étriquée.
Le match à Perpignan est attendu comme un test décisif face à l'un des favoris de la compétition. Menés de dix points après huit minutes de jeu, les Biarrots se révoltent et renversent la tendance en infligeant un 22 à 0 aux Catalans en trente cinq minutes grâce notamment à un excellent Bernard, auteur notamment de deux drops. Si les locaux finissent par reprendre l'avantage, les Basques ramènent un bonus défensif et prouvent qu'ils peuvent rivaliser avec les meilleurs (25-29).
Pour terminer l'année, deux confrontations contre des concurrents sont au programme : face au dauphin Grenoble, Pierre Bernard porte son équipe dans des conditions météorologiques dantesques (33 à 7). À Colomiers, une conquête catastrophique (six ballons perdus en touche et sept pénalités sur mêlée) empêche les Biarrots de rivaliser malgré une fin de match à leur avantage (15-22).
À la fin de la phase aller, le BO est cinquième au classement avec 38 points, avec un point d'avance sur le septième Nevers.

### Phase retour
Pour leurs premiers matchs de l'année 2020, les Biarrots enchaînent deux rencontres à domicile : contre Carcassonne, Yohann Artru permet aux siens d'arracher un bonus offensif en inscrivant le sixième essai biarrot (dont un doublé de Ruffenach) sur l'ultime action du match. La semaine suivante, ils se défont de Montauban, qui obtient le bonus défensif grâce à deux essais dans les trois dernières minutes (30 à 27).
Le calendrier offre plusieurs rencontres successives face à des concurrents directs à la qualification. À Oyonnax, les rouges et blancs dominent largement le début de match (17 à 0 après 19 minutes de jeu), avant d'encaisser 31 points en une demi-heure, échouant finalement à neuf unités des locaux (défaite 31 à 22). La réception de Soyaux Angoulême est décisive pour la qualification : un essai précoce de Peyresblanques permet aux Biarrots de se détacher au score et de priver les Charentais du bonus, consolidant une avance de huit points au classement sur le septième.
En déplacement à Vannes, les Biarrots réalisent une excellente entame (18 à 5 à la pause) puis résistent au retour des locaux en fin de match pour remporter leur deuxième victoire à l'extérieur de la saison (27 à 24).
Perpignan, deuxième au classement, refroidit les ambitions basques en faisant tomber Aguiléra la semaine suivante grâce notamment à 17 points de Jonathan Bousquet, malgré deux essais biarrots en deuxième période (défaite 18-22).
Après ce premier revers à domicile, le déplacement à Grenoble est périlleux, mais les rouges et blancs se révoltent et obtiennent un match nul (13-13) malgré une équipe remaniée. La venue de Nevers, sixième au classement, est alors l'opportunité de consolider la cinquième place, mais malgré un bon début de match (13 à 0 à la pause), les Biarrots deux essais dans le dernier quart d'heure et Bernard rate la pénalité de la victoire (défaite 13-15). Cette rencontre est la dernière jouée pour la saison 2019-2020, le championnat étant interrompu par la pandémie de Covid-19.

#### Classement de la première phase
| Rang | Club                  | J  | V  | N | D  | Bo | Bd | Pm  | Pe  | Diff | Pts |
| ---- | --------------------- | -- | -- | - | -- | -- | -- | --- | --- | ---- | --- |
| 1    | Colomiers Rugby       | 23 | 17 | 0 | 6  | 5  | 4  | 573 | 381 | +192 | 77  |
| 2    | USA Perpignan (R)     | 23 | 16 | 0 | 7  | 8  | 4  | 671 | 426 | +245 | 76  |
| 3    | FC Grenoble (R)       | 23 | 14 | 1 | 8  | 7  | 2  | 572 | 399 | +173 | 67  |
| 4    | Oyonnax Rugby         | 23 | 14 | 0 | 9  | 5  | 6  | 589 | 414 | +175 | 67  |
| 5    | USO Nevers            | 22 | 14 | 0 | 8  | 4  | 0  | 520 | 475 | +45  | 60  |
| 6    | Biarritz olympique    | 23 | 12 | 1 | 10 | 4  | 5  | 513 | 451 | +62  | 59  |
| 7    | Soyaux Angoulême XV   | 22 | 11 | 2 | 9  | 3  | 4  | 430 | 449 | -19  | 55  |
| 8    | RC Vannes             | 23 | 12 | 0 | 11 | 3  | 3  | 460 | 485 | -25  | 54  |
| 9    | AS Béziers            | 23 | 12 | 0 | 11 | 3  | 3  | 450 | 453 | -3   | 54  |
| 11   | Stade montois         | 23 | 11 | 0 | 12 | 2  | 5  | 499 | 521 | -22  | 51  |
| 10   | US Carcassonne        | 22 | 11 | 1 | 10 | 1  | 2  | 469 | 544 | -75  | 49  |
| 12   | Provence Rugby        | 22 | 10 | 0 | 12 | 2  | 3  | 408 | 482 | -74  | 45  |
| 13   | US Montauban          | 22 | 8  | 1 | 13 | 1  | 6  | 446 | 528 | -82  | 41  |
| 14   | Stade aurillacois     | 23 | 7  | 0 | 16 | 2  | 8  | 429 | 545 | -116 | 38  |
| 15   | Rouen NR (P)          | 23 | 6  | 0 | 17 | 0  | 7  | 345 | 558 | -213 | 31  |
| 16   | Valence Romans DR (P) | 22 | 3  | 0 | 19 | 0  | 8  | 381 | 641 | -260 | 20  |

Attribution des points : victoire sur tapis vert : 5, victoire : 4, match nul : 2, défaite : 0, forfait : -2 ; plus les bonus (offensif : 3 essais de plus que l'adversaire ; défensif : défaite par 5 points d'écart ou moins; les deux bonus peuvent se cumuler).
Règles de classement : 1. points terrain (bonus compris) ; 2. points terrain obtenus dans les matchs entre équipes concernées ; 3. différence de points sur l'ensemble des matchs ; 4. différence de points dans les matchs entre équipes concernées ; 5. différence entre essais marqués et concédés dans les matchs entre équipes concernées ; 6. nombre de points marqués sur l'ensemble des matchs ; 7. différence entre essais marqués et concédés ; 8. nombre de forfaits n'ayant pas entraîné de forfait général ; 9. place la saison précédente.

## Joueurs et encadrement technique

### Encadrement technique
Nicolas Nadau (arrières) et Shaun Sowerby (avants) entraînent l'équipe sous la houlette du directeur sportif Matthew Clarkin et avec l’aide de Laurent Mazas (buteurs).

### Effectif
Edwin Hewitt et Yohann Artru sont nommés co-capitaines en début de saison. Après la grave blessure du deuxième ligne sud-africain en septembre 2019, ce dernier est suppléé par Adam Knight. Steffon Armitage récupère le brassard de capitaine dès son deuxième match sous ses nouvelles couleurs en novembre 2019. Yvan Watremez est également nommé capitaine à une reprise.
Au moment de la suspension du championnat en mars 2020, le BO ne respecte pas la règle des JIFF imposée par la Ligne nationale de rugby avec une moyenne de 15,74 joueurs concernés par feuille de match sur les 16 requis. Le club n’est finalement pas sanctionné, l'arrêt prématuré de la compétition l'ayant empêché d'atteindre le quota fixé.

#### Effectif professionnel
| Nom                  | Poste            | Naissance  | Nationalité sportive | Sélections (points marqués) | Dernier club          | Arrivée au club (année) | Fin de contrat (année) |
| Romain Ruffenach     | Talonneur        | 04/09/1994 | France               | -                           | Montpellier           | 2019                    | 2024                   |
| Elvis Levi           | Talonneur        | 21/02/1987 | Australie            | -                           | Béziers               | 2014                    | 2020                   |
| Vakhtangi Akhobadze  | Pilier           | 07/05/1993 | Géorgie              | -                           | SU Agen               | 2018                    | 2020                   |
| Victor Delmas        | Pilier           | 31/5/1991  | France               | -                           | Bath Rugby            | 2019                    | 2022                   |
| Guy Millar           | Pilier           | 23/04/1992 | Australie            | -                           | Highlanders           | 2018                    | 2020                   |
| Thomas Synaeghel     | Pilier           | 26/04/1987 | France               | -                           | La Rochelle           | 2016                    | 2021                   |
| Kalivati Tawake      | Pilier           | 16/11/1988 | Fidji                | 19 (10)                     | Waratahs              | 2018                    | 2020                   |
| Yvan Watremez        | Pilier           | 21/04/1989 | France               | 1 (0)                       | Montpellier           | 2019                    | 2024                   |
| Edwin Hewitt         | Deuxième ligne   | 28/03/1988 | Afrique du Sud       | -                           | Natal Sharks          | 2014                    | 2021                   |
| Johan Aliouat        | Deuxième ligne   | 22/01/1993 | France               | -                           | Bordeaux              | 2018                    | 2022                   |
| Léo Bastien          | Deuxième ligne   | 06/05/1993 | France               | -                           | Agen                  | 2016                    | 2020                   |
| Jean-Baptiste Singer | Deuxième ligne   | 19/12/1994 | France               | -                           | Lyon                  | 2016                    | 2022                   |
| Evan Olmstead        | Deuxième ligne   | 21/02/1991 | Canada               | 36 (25)                     | Newcastle Falcons     | 2019                    | 2020                   |
| Steffon Armitage     | Troisième ligne  | 20/09/1985 | Angleterre           | 5 (0)                       | Pau                   | 2019                    | 2021                   |
| Steven David         | Troisième ligne  | 19/07/1994 | France               | -                           | Massy                 | 2019                    | 2022                   |
| Leroy Houston        | Troisième ligne  | 10/11/1986 | Australie            | 1 (0)                       | Union Bordeaux Bègles | 2019                    | 2021                   |
| Filipe Manu          | Troisième ligne  | 12/10/1985 | Nouvelle-Zélande     | -                           | Tarbes Pyrénées Rugby | 2016                    | 2020                   |
| Dave O'Callaghan     | Troisième ligne  | 12/01/1990 | Irlande              | -                           | Munster Rugby         | 2019                    | 2021                   |
| Asier Usarraga       | Troisième ligne  | 31/12/1994 | Espagne              | 6 (0)                       | SC Albi               | 2018                    | 2020                   |
| Adam Knight          | Troisième ligne  | 10/06/1993 | Nouvelle-Zélande     | -                           | Otago                 | 2018                    | 2021                   |
| James Hart           | Demi de mêlée    | 28/07/1991 | Irlande              | -                           | Munster Rugby         | 2019                    | 2022                   |
| Nick Smith           | Demi d'ouverture | 19/07/1993 | Nouvelle-Zélande     | -                           | North Harbour         | 2019                    | 2021                   |
| Willie Du Plessis    | Demi d'ouverture | 05/06/1990 | Afrique du Sud       | -                           | Aviron bayonnais      | 2019                    | 2020                   |
| Pierre Bernard       | Demi d'ouverture | 31/01/1989 | France               | -                           | Toulon                | 2017                    | 2020                   |
| Ilian Perraux        | Demi d'ouverture | 04/04/1992 | France               | -                           | Soyaux Angoulême      | 2018                    | 2020                   |
| Lucas Lebraud        | 3/4 centre       | 08/04/1997 | France               | -                           | Union Bordeaux Bègles | 2019                    | 2022                   |
| Romain Lonca         | 3/4 centre       | 26/11/1991 | France               | -                           | Union Bordeaux Bègles | 2019                    | 2024                   |
| Leone Ravuetaki      | 3/4 centre       | 10/03/1986 | Fidji                | 3 (0)                       | Narbonne              | 2018                    | 2020                   |
| Jarrod Poï           | 3/4 centre       | 22/02/1994 | Nouvelle-Zélande     | -                           | Toulouse              | 12/2018                 | 2020                   |
| Callum Wilson        | 3/4 centre       | 28/10/1990 | Angleterre           | -                           | Bayonne               | 11/2019                 | 2020                   |
| Steeve Barry         | 3/4 centre       | 17/02/1994 | France               | -                           | La Rochelle           | 2019                    | 2022                   |
| Gavin Stark          | 3/4 aile         | 18/12/1995 | Nouvelle-Zélande     | -                           | Otago                 | 2019                    | 2023                   |
| Benoît Lazzarotto    | 3/4 aile         | 21/01/1988 | France               | -                           | Carcassonne           | 2018                    | 2021                   |
| Yohann Artru         | 3/4 aile         | 31/05/1992 | France               | -                           | Perpignan             | 2017                    | 2022                   |
| Ximun Lucu           | Arrière          | 09/12/1989 | France               | -                           | Mont-de-Marsan        | 2016                    | 2020                   |
| Charles Bouldoire    | Arrière          | 08/06/1993 | France               | -                           | La Rochelle           | 2018                    | 2020                   |

#### Effectif Espoir
| Nom                  | Poste            | Nationalité sportive | Dernier club       | Arrivée au club (année) | Fin de contrat (année) |
| Lucas Peyresblanques | Talonneur        | France               | Peyrehorade        | 2016                    | 2020                   |
| Billy Scannell       | Talonneur        | Irlande              | Munster            | 2019                    | 2021                   |
| Ximun Bessonart      | Pilier           | France               | Larressore         | 2016                    | 2020                   |
| Javier Prieto        | Pilier           | Espagne              | Formé au club      | 2017                    | 2020                   |
| Lucas Santamaria     | Pilier           | Espagne              | Formé au club      | 2017                    | 2022                   |
| Giorgi Nutsubidze    | Pilier           | Géorgie              | Lelo Saracens      | 2018                    | 2020                   |
| Dries De Keyser      | Deuxième ligne   | Belgique             | Gent Rugby         | 2019                    | 2021                   |
| Heath Backhouse      | Deuxième ligne   | Afrique du Sud       | Pretoria           | 2017                    | 2020                   |
| Mathieu Hirigoyen    | Troisième ligne  | France               | Formé au club      | -                       | 2021                   |
| Sven Bernat Girlando | Troisième ligne  | France               | Grasse             | -                       | 2021                   |
| Tornike Jalagonia    | Troisième ligne  | Géorgie              | RC Jiki            | 2018                    | 2021                   |
| Barnabé Couilloud    | Demi de mêlée    | France               | Lyon               | 2019                    | 2021                   |
| Kerman Aurrekoetxea  | Demi de mêlée    | Espagne              | El Salvador Rugby  | 2019                    | 2021                   |
| Gauthier Doubrère    | Demi de mêlée    | France               | Bordeaux           | 2018                    | 2021                   |
| Gaëtan Robert        | Demi d'ouverture | France               | US Dax             | 2018                    | 2022                   |
| Simon Gely           | Demi d'ouverture | France               | Stade toulousain   | 2019                    | 2021                   |
| François Vergnaud    | 3/4 centre       | France               | SC Albi            | 2018                    | 2021                   |
| Auguste Cadot        | 3/4 centre       | France               | CS beaunois        | 2019                    | 2021                   |
| Tom Redon            | 3/4 centre       | France               | Formé au club      | -                       | 2020                   |
| Alexandre Nicoué     | 3/4 aile         | France               | Clermont           | 2018                    | 2022                   |
| Isimeli Kuruibua     | 3/4 aile         | Fidji                | West Harbour Rugby | 01/2019                 | 2022                   |

### Statistiques individuelles
Le joueur le plus utilisé est le deuxième ou troisième ligne Dave O'Callaghan (1292 minutes), devant Steeve Barry (1250), Ilian Perraux (1234), Gavin Stark (1202) et Steffon Armitage (1107).
Le meilleur marqueur est Romain Ruffenach avec huit réalisations, devant Steeve Barry (sept), Lucas Peyresblanques et Gavin Stark (six), Yohann Artru et Steffon Armitage (trois).

Le meilleur buteur est Pierre Bernard (141 points dont 136 au pied), devant Willie Du Plessis (104 points dont 99 au pied).

### Joueurs en sélection nationale
Kalivati Tawake est sélectionné avec l'équipe des Fidji pour la Coupe du monde mais se blesse lors d'un match de préparation contre les Tonga et doit déclarer forfait.
Evan Olmstead s'engage en tant que joker médical alors qu'il dispute la Coupe du monde avec le Canada. Il est titulaire contre la Nouvelle-Zélande et l'Afrique du Sud.
Deux joueurs de l'effectif Espoir sont sélectionnés avec leur équipe nationale : Tornike Jalagonia avec la Géorgie contre le Portugal et Kerman Aurrekoetxea avec l'Espagne contre la Belgique.

## Aspects juridiques et économiques

### Organigramme
- Président du directoire : Jean-Baptiste Aldigé
- Président du conseil de surveillance : Louis-Vincent Gave
- Président de l'association : Sébastien Beauville
- Entraîneurs : Nicolas Nadau (arrières), Shaun Sowerby (avants), Laurent Mazas (buteurs), Roger Ripol (mêlée)
- Directeur sportif : Matthew Clarkin
- Directeur du centre de formation : Mathieu Rourre
- Entraîneurs des Espoirs : Jean-Emmanuel Cassin (arrières) et Roger Ripol (avants)
- Entraîneurs Crabos : Adrien Asteggiano, Benoît Baby, Eric Darritchon, Jérémy Ferreira
- Préparateurs physiques : Gareth Adamson, Alexandre Oliveira, Guillaume Ollivier
- Médecins : Xan Aguerre, Hugo Caussidies-Laly, Léo Charbonnier, Thibault Martin, Jean-Louis Rebeyrol, Eva Robquin, François Ruis, Guillaume Zunzarren
- Analyste vidéo : Corentin Carrere
- Intendance : Christian Harcot, Daniel Lejeune, David Rabot, Francis Datcharry, Georges Mercé

### Tenues, équipementiers et sponsors
Le Biarritz olympique est équipé par la marque Macron.
L'équipe évolue avec deux nouveaux jeux de maillots :
- Un maillot entièrement rouge sur le devant avec du vert sur le bas du dos. Le short est à dominante rouge avec une touche de vert et les chaussettes sont rouges avec un liseré vert et blanc. Il est porté à vingt reprises.
- Un maillot uniformément noir avec un liseré vert sur le col et les manches. Le short est uniformément noir et les chaussettes sont noires avec un liseré vert. Il est porté à trois reprises.

Les sponsors apparaissant sur le maillot sont les sociétés Gavekal à domicile.

### Situation économique
La situation financière du club est fragile malgré une réduction importante des coûts, en raison notamment d'une baisse de la billetterie. Le contexte électoral (le premier tour des élections municipales a lieu le 15 mars 2020) accentue l'écho médiatique de la situation du club, le conseil municipal devant se prononcer sur le projet de réaménagement du plateau d'Aguiléra.
Une assemblée générale extraordinaire est annoncée pour le mois d'avril 2020 pour faire le point sur les finances du club, la direction du club annonçant un risque de "dissolution" : toute société dont le montant des capitaux propres est inférieur à la moitié du capital social peut, dans les six mois de la clôture de l'exercice social, décider de sa dissolution. Cette clôture ayant eu lieu le 19 décembre 2019, les actionnaires avaient jusqu'au 19 avril 2020 pour voter une éventuelle dissolution. En raison de la pandémie de Covid-19, l’assemblée générale extraordinaire est repoussée, le tribunal de commerce de Bayonne indiquant un nouveau délai au 24 août 2020 pour que les actionnaires se prononcent.

## Affluence au stade
37 500 entrées ayant été enregistrées pour les 12 rencontres de championnat du Biarritz olympique au Parc des Sports d'Aguiléra, l'affluence moyenne du club à domicile est de 3 125 spectateurs, soit un taux de remplissage de 23 %.
Affluence à domicile (Parc des Sports d’Aguiléra)

## Extra-sportif

### Stade
La Mairie publie le concours de maîtrise d’œuvre début mars 2020 pour la construction d’un centre de formation et d’une nouvelle tribune sur le terrain Bendern pour un budget de 12 millions d’euros.

### Partenariats
En juillet 2019, le Conseil municipal de Biarritz annonce la signature d'un marché publicitaire pour un montant de 508 000 € avec le club "concernant des prestations de publicité, promotion et communication" pour la saison 2018-2019.
En novembre 2019, l'assignation du club au tribunal de commerce de Paris par la société Sport Vision est annoncée dans la presse. L'entreprise accuse le BO d'avoir rompu en juillet 2019 le contrat pour la régie publicitaire devant s'achever en juin 2020.